# Góra Nebo

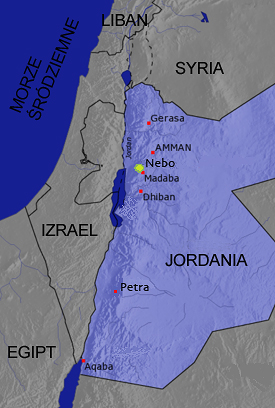
Góra Nebo na mapie Jordanii

Góra Nebo (hebr. הַר נְבוֹ, Har Nəvō; arab.  جبل نيبو, Dżabal Nībū) – góra w zachodniej Jordanii, w niewielkiej odległości od Morza Martwego i Madaby.
Masyw ogranicza od północy Dolina Ayoun Musa, od południa Wadi Afrit (czyt. ładi afrit), które na zachodzie schodzą się w Dolinie Jordanu. Najwyższy punkt masywu ma wysokość 835 m n.p.m. Dwa najważniejsze wierzchołki to Siyagha (710 m) oraz Mukhayyat (790 m).
Według lokalnej tradycji, potwierdzonej m.in. świadectwami starożytnych pątników, z góry Nebo biblijny Mojżesz miał zobaczyć Ziemię Obiecaną, do której nie było mu jednak dane wkroczyć razem z plemionami izraelskimi. Dzisiaj na szczycie znajduje się Sanktuarium Mojżesza z parkiem archeologicznym, którym opiekują się franciszkanie z Kustodii Ziemi Świętej. Miejsce jest czczone przez wyznawców religii abrahamowych: żydowskiej, chrześcijaństwa oraz islamu. Przy klasztorze działa Franciscan Archaeological Institut, jednostka jerozolimskiego Studium Biblicum Franciscanum.

## Góra Nebo w Starym Testamencie

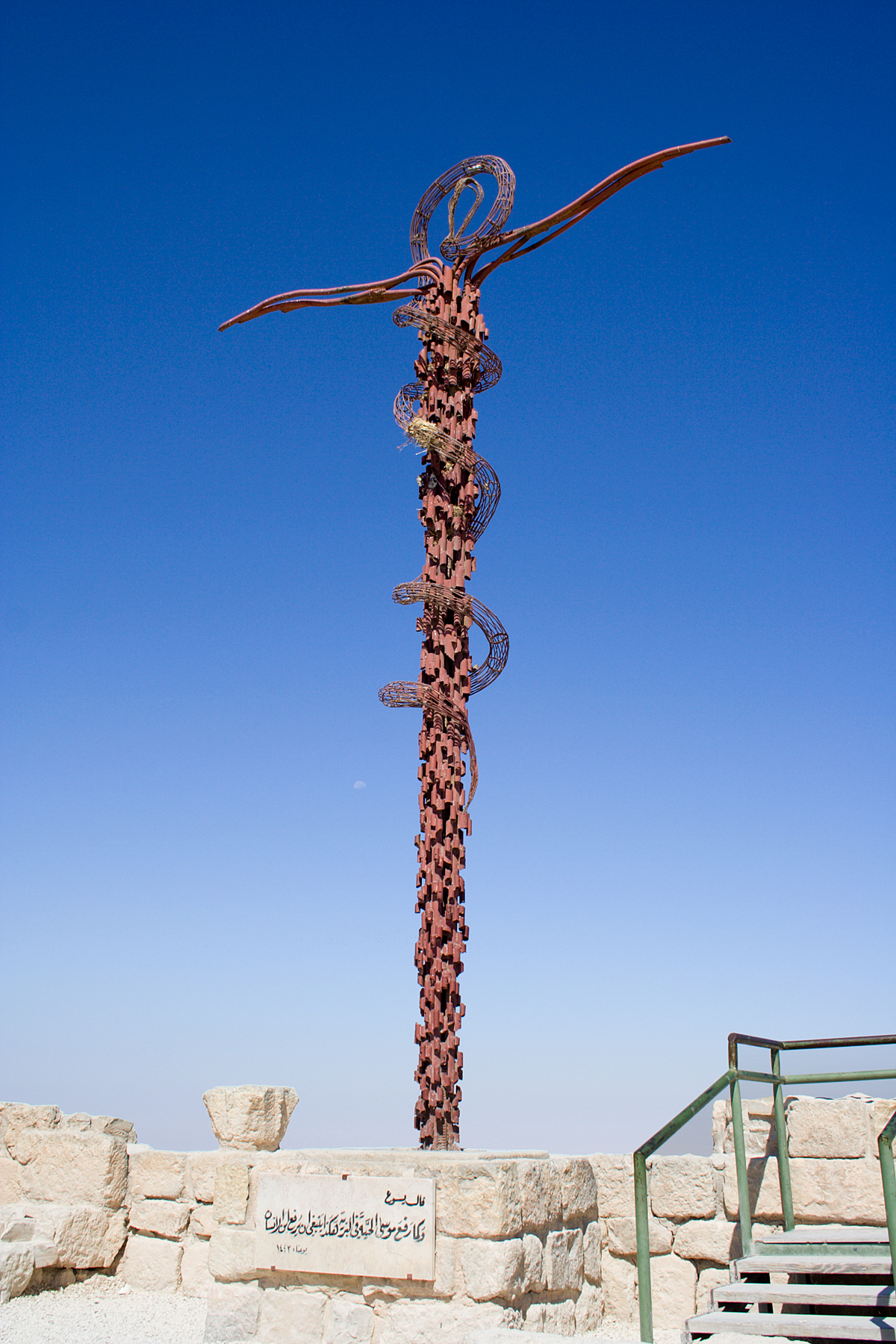
Krzyż wężowy z brązu

Pierwsze wzmianki o Górze Nebo odnajdujemy w księgach starotestamentalnych, w opisie Exodusu i podboju Kanaanu po wyjściu z niewoli egipskiej. Mojżesz, który był przywódcą Izraelitów, sprzeniewierzył się Bogu i ze względu na swój grzech nie miał wejść do Ziemi Ojców. Księga Powtórzonego Prawa przytacza polecenia, jakie Bóg dał Mojżeszowi (por. Pwt 32,48-52): 

Wstąp na tę górę Abarim: górę Nebo, w ziemi Moabu naprzeciw Jerycha, i spójrz na ziemię Kanaan, którą daję w posiadanie Izraelitom. Umrzesz tam na górze, na którą wejdziesz (...) Ponieważ nie byliście mi wierni między Izraelitami przy wodach Meriba pod Kadesz, na pustyni Cin, nie objawiliście mej świętości wśród Izraelitów, dlatego tylko z daleka ujrzysz tę ziemię, lecz ty tam nie wejdziesz do tej krainy, którą Ja daję Izraelitom.

W rozdziale 34 tej samej księgi natchniony autor opisuje Mojżesza wypełniającego nakaz Jahwe: 

Mojżesz wstąpił ze stepów Moabu na górę Nebo, na szczyt Pisga, naprzeciw Jerycha. Jahwe zaś pokazał mu całą ziemię Gilead aż po Dan, całą Neftalego, ziemię Efraima i Manassesa, całą krainę Judy aż po Morze Zachodnia, Negeb, okręg doliny koło Jerycha, miasta palm, aż do Soaru. (...) Tam w krainie Moabu umarł Mojżesz (...), a nikt nie zna jego grobu aż po dziś dzień.

Po osiedleniu się plemion izraelskich i ukończeniu podbojów Kanaanu Nebo znalazła się w pokoleniu Rubena. W pobliżu góry miała zostać ukryta Arka Przymierza po tym, jak Nabuchodonozor złupił i zburzył Jerozolimę w 586 p.n.e. (por. 2 Mch 2,4-6): 

Z Bożego polecenia prorok kazał nieść za sobą namiot i arkę. Kiedy zaś wszedł na górę, na którą Mojżesz wstąpił i z której przyglądał się dziedzictwu Bożemu, przyszedłszy tam znalazł Jeremiasz pomieszczenie w postaci pieczary. Umieścił tam namiot, arkę i ołtarz kadzenia, a wejście zarzucił kamieniami. Kilku z tych, którzy mu towarzyszyli, wróciło, aby zaznaczyć drogę, ale już nie mogli jej odnaleźć.

Obok góry Nebo w starożytności znajdowało się miasto Nebo. Kilkakrotnie wymieniane jest w Starym Testamencie (Lb 32,3.8; 1 Krn 5,8; Iz 15,2; Iz 46,1,  Jr 48,1.22), jak również na tzw. Steli Meszy.

## Bizantyjskie sanktuarium Mojżesza

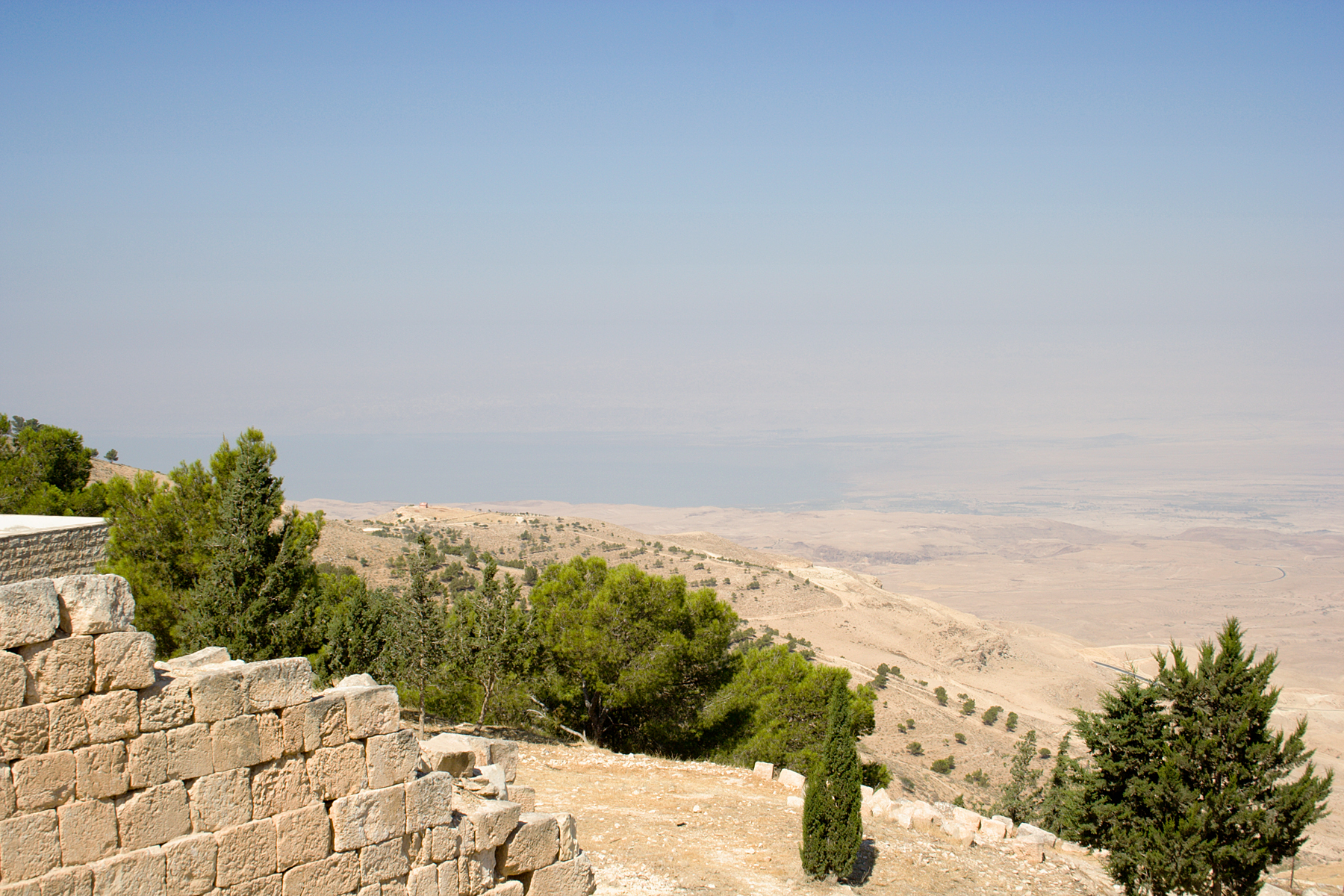
Widok z Góry Nebo na Morze Martwe

Już u zarania chrześcijaństwa na górze Nebo powstało sanktuarium poświęcone biblijnemu Mojżeszowi. Jego historię znamy dzięki wykopaliskom archeologicznym oraz starożytnym świadectwom pisanym. Do znanych antycznych pątników, którzy dają świadectwo o istnieniu klasztoru i sanktuarium na Nebo należą: pątnik Teodozjusz (poł. VI w.), anonimowy Pielgrzym z Piacenzy (ok. 570), Egeria (koniec VI w.) oraz biskup Piotr Iberyjczyk. O Nebo mówi też w swych dziełach biskup i historyk Euzebiusz z Cezarei (III w.-IV w.).
Wykopaliska pokazały, iż pierwsze chrześcijańskie sanktuarium powstało w IV wieku. Posiadało kościół z trzema absydami, atrium i cele. W kościele znajdowały się diakonikon i baptysterium. Dzięki odkrytym na mozaikach inskrypcjom znamy m.in. imiona artystów-rzemieślników, którzy w sierpniu 531 r. ozdobili podłogi baptysterium, diakonikonu i cyborium. Byli to: Soelos, Kaiomos i Elias.
Na przełomie 597/598 kościół rozbudowano. Powstała nowa trzynawowa bazylika. W pierwszej dekadzie VII w. dobudowano kaplicę Theotokos, poświęconą Matce Bożej oraz narteks z mozaikową posadzką.

## Wykopaliska archeologiczne

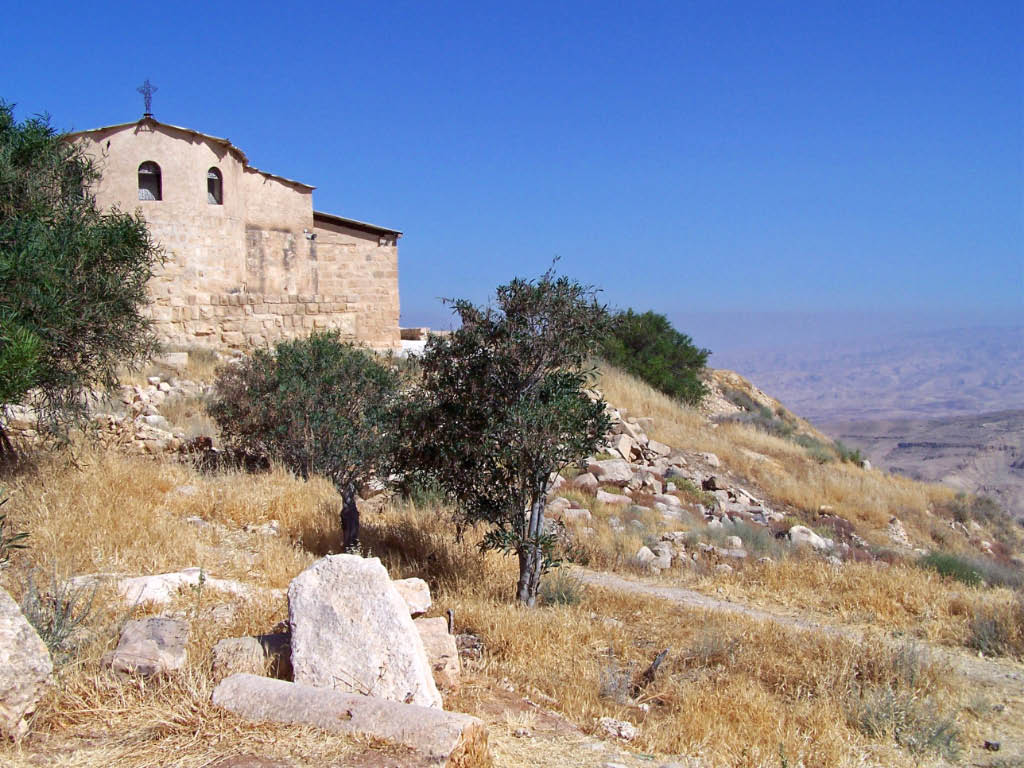
Memoriał Mojżesza zabezpieczający bizantyjskie pozostałości

Pierwszy nowożytny opis ruin na Siyagha pochodzi z 1864. Jego autorem był Le Luc de Luynes. Hipotezę biblijnej identyfikacji wysunęli członkowie American Palestine Exploration Society w 1881 r. Pierwsze wykopaliska na górze Nebo przeprowadził franciszkanin Sylvester Saller w 1933 r. Od 1935 roku współpracował z nim Bellarmino Bagatti.
Wyniki kolejnych kampanii opublikowano w 1941 r. W 1963 r. próby rekonstrukcji i konserwacji ruin podjął się Virgilio Corbo. Prace przerwała wojna izraelsko-arabska. Po roku 1976 dalsze badania prowadził o. Michele Piccirillo z jerozolimskiego Studium Biblicum Franciscanum. Obecnie na górze Nebo istnieje Franciscan Archaeological Institut, którego członkowie prowadzą w miesiącach letnich prace badawcze na terenie Moabu (m.in. Macheront, Umm ar-Rasas).
W czasie wykopalisk odkryto, że historia osadnictwa na Nebo sięga epoki brązu.

## Historia najnowsza

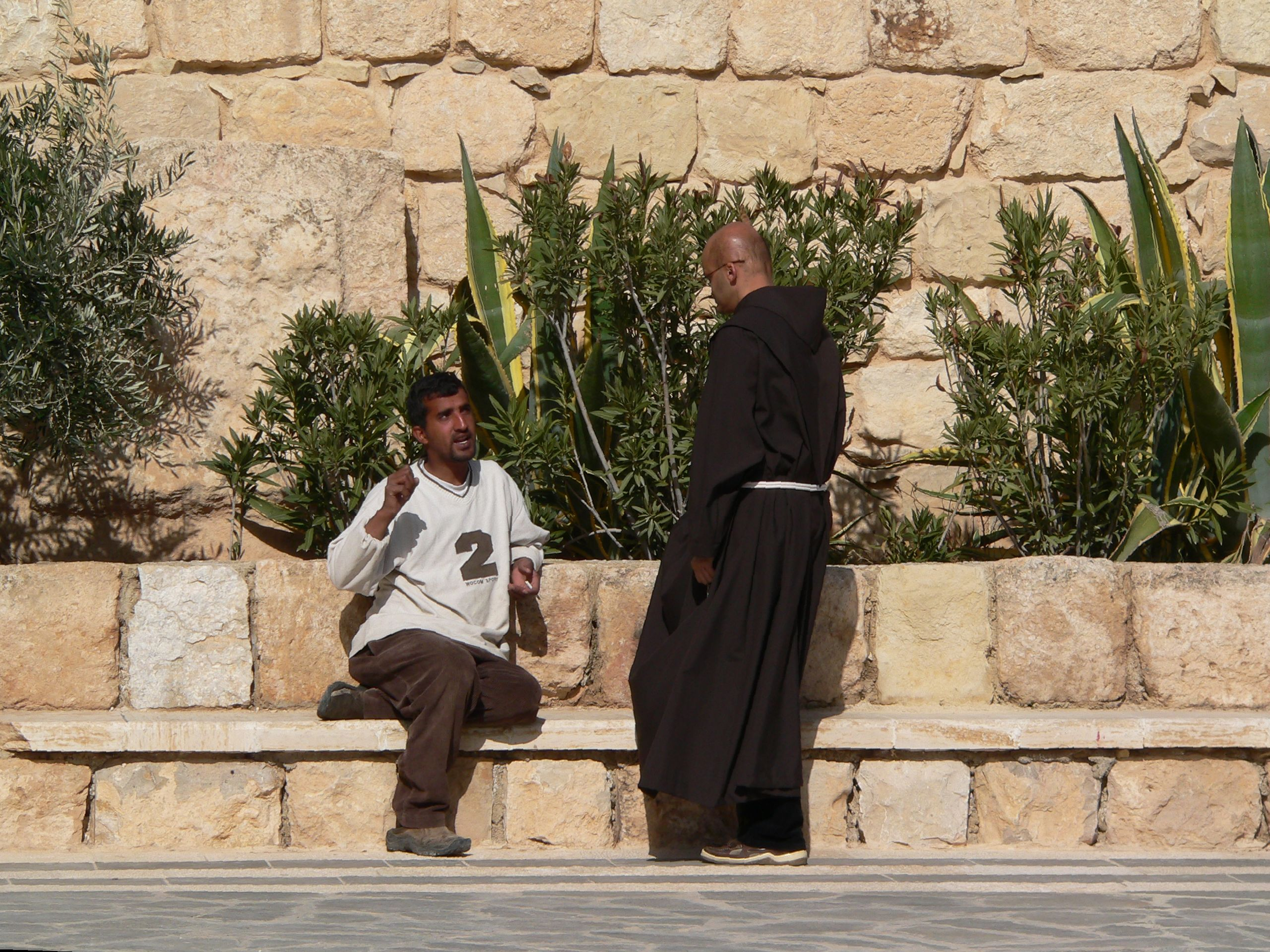
Stróże sanktuarium

Antycznymi zabytkami opiekują się od 1932 r. zakonnicy z Kustodii Ziemi Świętej, którzy posiadają na terenie parku archeologicznego niewielki konwent. Teren jest własnością Kościoła katolickiego. Wspólnota jest często odwiedzana przez przyjeżdżające do Jordanii koronowane głowy i prezydentów państw. 20 marca 2000 r. górę Nebo odwiedził Jan Paweł II w czasie swojej 91. podróży apostolskiej. Papież obok pozostałości bizantyjskiej bazyliki zasadził drzewo oliwne.
Charakterystycznym symbolem sanktuarium jest wężowy krzyż z brązu autorstwa włoskiego artysty Giovanniego Fantoniego. Jest on odwołaniem do dwóch wydarzeń biblijnych: wywyższenia przez Mojżesza węża miedzianego (Lb 21,4-9) oraz wywyższenia na krzyżu Syna Człowieczego (J 3,14). W roku 2000 z okazji papieskiej wizyty ustawiono na terenie sanktuarium Monolit Jubileuszowego Roku 2000 (rzeźb. Vincenzo Bianchi). Łacińska inskrypcja zaczerpnięta została z Listu do Efezjan (4,6).

Przy wejściu na teren franciszkańskiej posesji znajduje się głaz z napisem w językach arabskim i angielskim: 

Franciszkańska Kustodia Ziemi Świętej /
Góra Nebo Siyagha /
Memoriał Mojżesza /
Chrześcijańskie Miejsce Święte